# Wijngaardmarkering

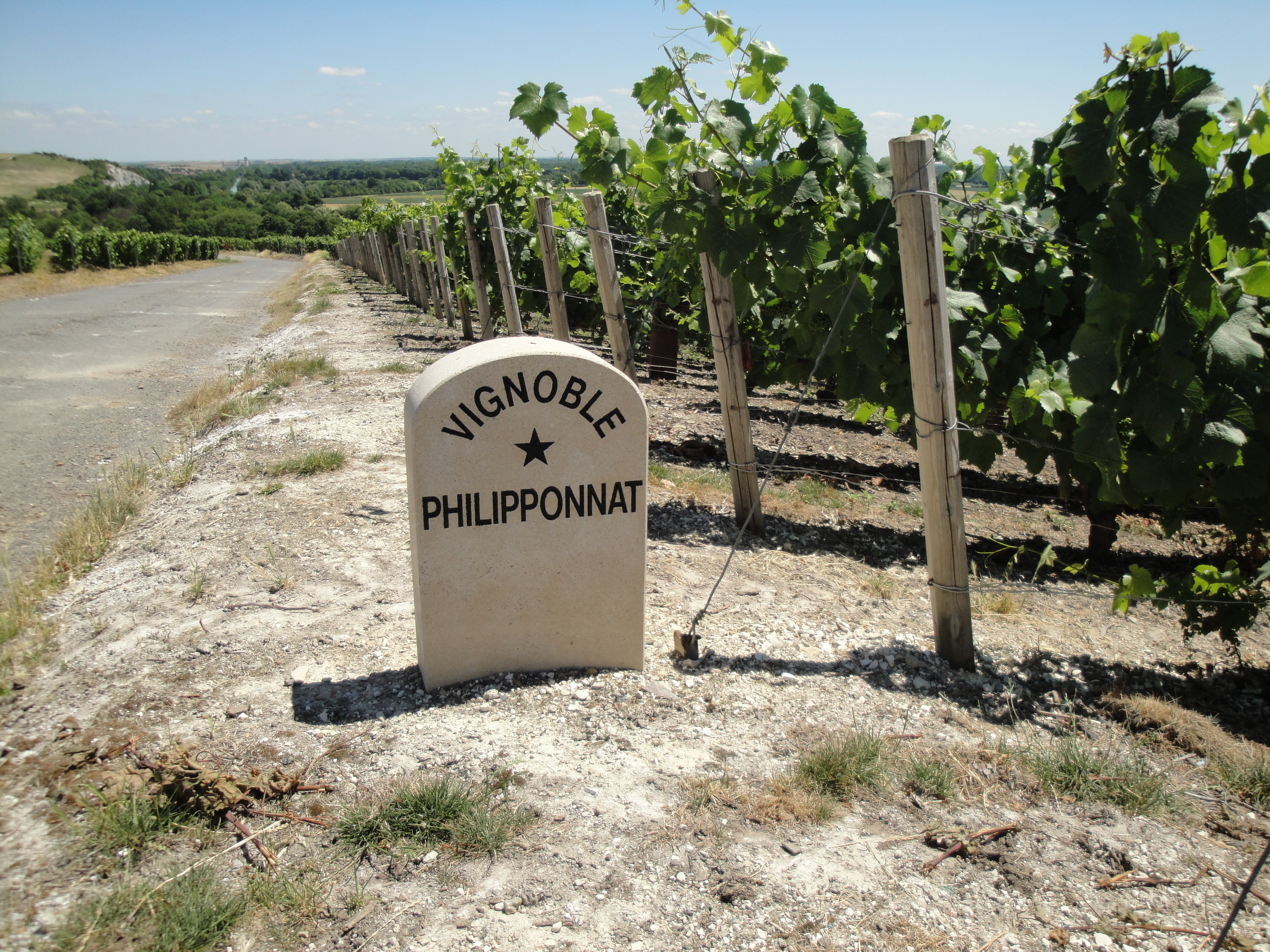
Wijngaardmarkering in Mareuil-sur-Ay van de champagne Philipponnat

Een wijngaardmarkering is een fysieke of digitale aanduiding die wordt gebruikt om de grenzen, identiteit en kenmerken van een specifieke wijngaard of perceel binnen een wijnbouwgebied aan te geven. Dergelijke markeringen zijn essentieel in de wijnbouw voor zowel praktische als juridische doeleinden, en spelen een belangrijke rol in het behoud van herkomstbenamingen, terroir-identiteit en wijnclassificatiesystemen.

## Doel en nut
Het primaire doel van een wijngaardmarkering is het duidelijk afbakenen van individuele wijngaarden of delen ervan. Dit is van belang voor eigendomsaanduiding en beheersverantwoordelijkheid en voor het agronomisch beheer, zoals snoeien, irrigatie en oogstplanning. Verder helpt het bij de herkomstcontrole voor certificeringsdoeleinden (bijvoorbeeld AOC, DOCG, AVA), alsook bij de traceerbaarheid van druiven van wijnstok tot fles, wat van toenemend belang is in het kader van kwaliteitsborging en consumenteninformatie.
Markeringen kunnen fysiek zijn — zoals stenen, paaltjes, bordjes of pilaren — maar ook digitaal, bijvoorbeeld via coördinaten in moderne wijnbouwbeheersystemen.

## Historie
De praktijk van wijngaardmarkering kent een lange geschiedenis die teruggaat tot de Romeinse tijd, toen landpercelen vaak met stenen of pilaren werden aangeduid (termini). In de middeleeuwen markeerden kloosters hun wijngaardgrenzen met kruisen of stenen om het eigendom vast te leggen. In Bourgondië en andere delen van Frankrijk werden zogeheten clos ommuurd om specifieke wijngaarden fysiek af te bakenen — een traditie die tot op heden voortduurt.
Vanaf de 19e eeuw, met de opkomst van wijnclassificaties zoals het Bordeaux-classificatiesysteem (1855) en de groei van beschermde herkomstbenamingen, kreeg de exacte afbakening van wijngaarden meer juridische en economische relevantie. Lokale overheden en wijnbouworganisaties begonnen systematisch wijngaardpercelen te registreren en van officiële markeringen te voorzien.
In de moderne wijnindustrie is de wijngaardmarkering niet alleen een administratief hulpmiddel, maar een cultureel en commercieel symbool van identiteit. In gebieden met een sterk terroirbewustzijn — zoals Bourgondië, Piemonte of de Moezel — verwijzen markeringen vaak naar beroemde crus, die op het etiket worden vermeld.
Met de opkomst van precisielandbouw en GIS-technologie zijn traditionele markeringen aangevuld of vervangen door digitale kaarten en coördinaten. Toch behouden fysieke markeringen hun waarde, vooral bij publiek toegankelijke wijnroutes, wijntoerisme en erfgoedbeheer.

## Voorbeelden
- In de Franse regio Bourgondië vindt men talloze stenen markeringen met ingekerfde namen van beroemde wijngaarden, zoals Clos de Vougeot of Montrachet. Deze markeringen geven vaak ook de classificatie weer (bijvoorbeeld Grand Cru).
- In de Champagne worden wijngaardmarkeringen als een toeristisch aantrekkingspunt en als reclame voor het merk gebruikt.
- In de Napa Valley (Californië) zijn American Viticultural Areas (AVAs) vaak gemarkeerd met bordjes langs de weg om toeristen en producenten te informeren over de overgangen tussen appellaties.
- In Duitsland worden wijngaarden zoals Wehlener Sonnenuhr in de Moezelvallei aangeduid met historische zonnewijzers en stenen inscripties die teruggaan tot de 19e eeuw.